# Twardzioszek ochrowy
Twardzioszek ochrowy (Marasmius collinus (Scop.) Singer) – gatunek grzybów należący do rodziny twardzioszkowatych (Marasmiaceae).

## Systematyka i nazewnictwo
Pozycja w klasyfikacji według Index Fungorum: Marasmius, Marasmiaceae, Agaricales, Agaricomycetidae, Agaricomycetes, Agaricomycotina, Basidiomycota, Fungi.
Po raz pierwszy opisał go Joannes Antonius Scopoli w 1772 r. nadając mu nazwę Agaricus scopolius. Obecną, uznaną przez Index Fungorum nazwę nadał mu Rolf Singer w 1942 r.
Synonimy naukowe:
- Agaricus collinus Scop. 1772
- Collybia collina (Scop.) P. Kumm. 1871
- Gymnopus collinus (Scop.) Gray 1821

Nazwę polską zaproponował Władysław Wojewoda w 2003 r.

## Morfologia
Kapelusz
Średnica 2–5 cm, początkowo wypukły, potem prawie płaski z wyraźnym garbkiem. Powierzchnia gładka, jednolicie brudnobiała, jasnobrązowa lub cielista.
Blaszki
Prawie wolne, cienkie, dość gęste, tej samej barwy co kapelusz.
Trzon
Długość do 11 cm, cienki, prawie biały, z wełnistą grzybnią przy podstawie. Podczas próby skręcenia ulega złamaniu.
Miąższ
Cienki, białawy o nieprzyjemnym zapachu i podobnym smaku.
Wysyp zarodników
Biały.

## Występowanie i siedlisko
W. Wojewoda w zestawieniu grzybów wielkoowocnikowych Polski przytacza tylko 3 stanowiska z uwagą, że jego rozprzestrzenienie i stopień zagrożenia nie są znane.
Saprotrof. Siedlisko: otwarte przestrzenie, łąki, pastwiska, pobocza dróg, porośnięte zielenią. Owocniki od lata do jesieni.

## Gatunki podobne
Jadalny twardzioszek przydrożny (Marasmius oreades) pod względem kształtu, rozmiaru, siedliska i pory tworzenia owocników jest podobny, ale jego kolor jest znacznie bardziej blady. Ma też grube i rzadsze blaszki, a trzon jest bardziej elastyczny (wytrzymuje skręcenie do 1,5 obrotu). Ma też przyjemny zapach. Twardzioszek białawoliliowy (Marasmius wynnei) nie rośnie w trawie, lecz pod bukami.